# Maduración de la afinidad
En inmunología, la maduración de la afinidad es un proceso por el cual los linfocitos B producen anticuerpos con una afinidad cada vez mayor durante el curso de una respuesta inmunitaria.
Con las repetidas exposiciones al mismo antígeno, el hospedador producirá anticuerpos de afinidades sucesivamente mayores. Una respuesta secundaria puede provocar que los anticuerpos aumenten varios órdenes de magnitud su afinidad con respecto a la respuesta primaria. 
Se piensa que el proceso implica otros dos interrelacionados que tienen lugar en los centros germinales de los órganos linfoides:
1. Hipermutación somática (SHM, por sus siglas en inglés): Polimorfismos en las regiones variables que codifican la región de unión a antígeno (conocidas como regiones determinantes de la complementariedad) de los genes de inmunoglobulina que se acumulan clonalmente con los repetidos estímulos, por un proceso mediado por la citidín desaminasa inducida por activación. Estos polimorfismos alteran estocásticamente la especificidad y la afinidad de la unión de los anticuerpos producidos por una progenie celular.
2. Selección clonal: Los linfocitos B que han sufrido SHM deben competir por recursos de crecimiento limitados, incluyendo la disponibilidad de antígenos. Las células dendríticas foliculares (FCDs) de los centros germinales presentan el antígeno a los linfocitos B, y solo las progenies de linfocitos B que presenten las mayores afinidades son seleccionadas para sobrevivir, mientras que las demás son destruidas. Tras varias rondas de selección, los anticuerpos secretados resultantes adquieren un incremento efectivo en la afinidad por el antígeno.